# Катакали
Катакали (грч. Κατάκαλη) је насељено место у општини Дескати у периферији Западна Македонија, Грчка. Према попису из 2021. године било је 162 становника.
Према бугарском географу и историчару, Василу Канчову, у Катакалију је 1900. године живело 129 Грка.